# Phare nord de Thacher Island
Le phare nord de Thacher Island (en anglais : Thacher Island North Light) est un phare actif situé sur Thacher Island (en), une île au large de Cap Ann à Rockport dans le comté d'Essex (État du Massachusetts).
Il est inscrit au Registre national des lieux historiques depuis le 7 octobre 1971 et déclaré National Historic Landmark le 3 janvier 2001.

## Histoire
La station a été étable en 1771 sur Thacher Island, située à environ 800 mètres au large de Cap Ann. La partie nord de l'île est la réserve faunique gérée par la Thacher Island National Wildlife Refuge (en).
Les deux phares actuels ont été construits en 1861 et étaient équipés de lentille de Fresnel de premier ordre, qui mesuraient environ 3 mètres et pesaient plusieurs tonnes. Ils sont les plus hauts phares du Massachusetts. Lorsque ces feux ont été construits, il n’existait aucun moyen de produire un feu clignotant et, de temps en temps, les marins confondaient un feu pour un autre avec des résultats désastreux. La seule façon de créer une distinction était de construire plus d’une lumière. Il y avait deux feux à Plymouth et trois à Nauset Beach. Au fur et à mesure qu'il devint possible de créer des flashs avec un système de lentilles tournantes, les multiples lumières furent interrompues.
Ainsi, alors que le phare sud resta une lumière active, le phare nord fut désactivé en 1939 et réactivé en 1989 en tant qu'aide privée à la navigation en 1989. Il est maintenant géré par la  Thacher Island Association. La tour nord a été restaurée par l'International Chimney Corporation en 1988-1989. En 2016, un bloc de granit est tombé sous la galerie. En 2018, l'International Chimney Corporation a réinstallé ce bloc et installé des bandes d'acier sous les galeries des deux phares afin d'éviter des problèmes similaires à l'avenir.
Les visites sont disponibles les mercredis et samedis de la mi-juin au début septembre (réservations requises).

## Description
Le phare  est une tour cylindrique en granit, avec une galerie et une lanterne de 38 m de haut, adossée à un petit local technique. La tour est non peinte et la lanterne est noire. Il émet, à une hauteur focale de 50,5 m, une lumière jaune continue. Sa portée n'est pas connue
Identifiant : ARLHS : USA-1027 ; USCG : 1-0305 - Amirauté : J0277.
|                |
| Thacher Island |

|            |
| Les phares |

### Lien connexe
- Liste des phares du Massachusetts